# Penya Roja (Ròtova)
La Penya Roja és una paret vertical de materials calcaris que amb el sol ponent pren unes tonalitats rogenques enlluernadores i de gran força cromàtica que probablement hagin donat nom a la contrada vertical, on es van trobar restes de pintures rupestres i de gravats fusiformes d'edat prehistòrica. A més existeix una gegantesca acumulació de restes arqueològiques per la continuada habitació des d'època ignorada.
Està situat al riu Vernissa, al Barranc de les Galeries en el ruta PR-CV 100 Pertany al municipi de Ròtova.
Va ser descoberta per José Aparicio, director de la Secció d'Arqueologia i Prehistòria de la Reial Acadèmia de Cultura Valenciana, el 21 de desembre de 1972, i en les diverses excavacions, van comprovar que la sedimentació en la seua major part corresponia Paleolític superior i al Mesolític I datat a principis de l'Holocé entre el 10.000 i el 9.000. Van trobar restes de la continuada habitació a l'empara d'una cova o simple abric, al costat d'altres restes artístiques.
Forma part de l’Inventari General del Patrimoni Cultural Valencià, amb la categoria de Zona Arqueològica, amb caràcter de Be d’Interès Cultural.